# Надширока колія
Надширока колія — залізниця з колією ширше за колію Великої Західної залізниці (7 футів ¼ дюймів (2140 мм)), але всі вони залишилися нереалізованими (виняток - проект Брунеля).

## Переваги й недоліки
Реальні вигоди від надширококолійних залізниць не настільки великі. Єдина економічно відчутна вигода - можливість перевезення великогабаритних вантажів (які, втім, становлять досить незначну частину загального вантажопотоку). Можна також згадати нові можливості для підвищення комфорту пасажирських вагонів.
Серед недоліків найголовніший - необхідність створення зовсім нової мережі залізниць, зв'язаної зі старою тільки місцями перевантаження/пересадження. У той же час розвиток залізниць звичайної колії привело до багаторазового підвищення їхньої провізної спроможності й зниженню собівартості при збереженні наступності.

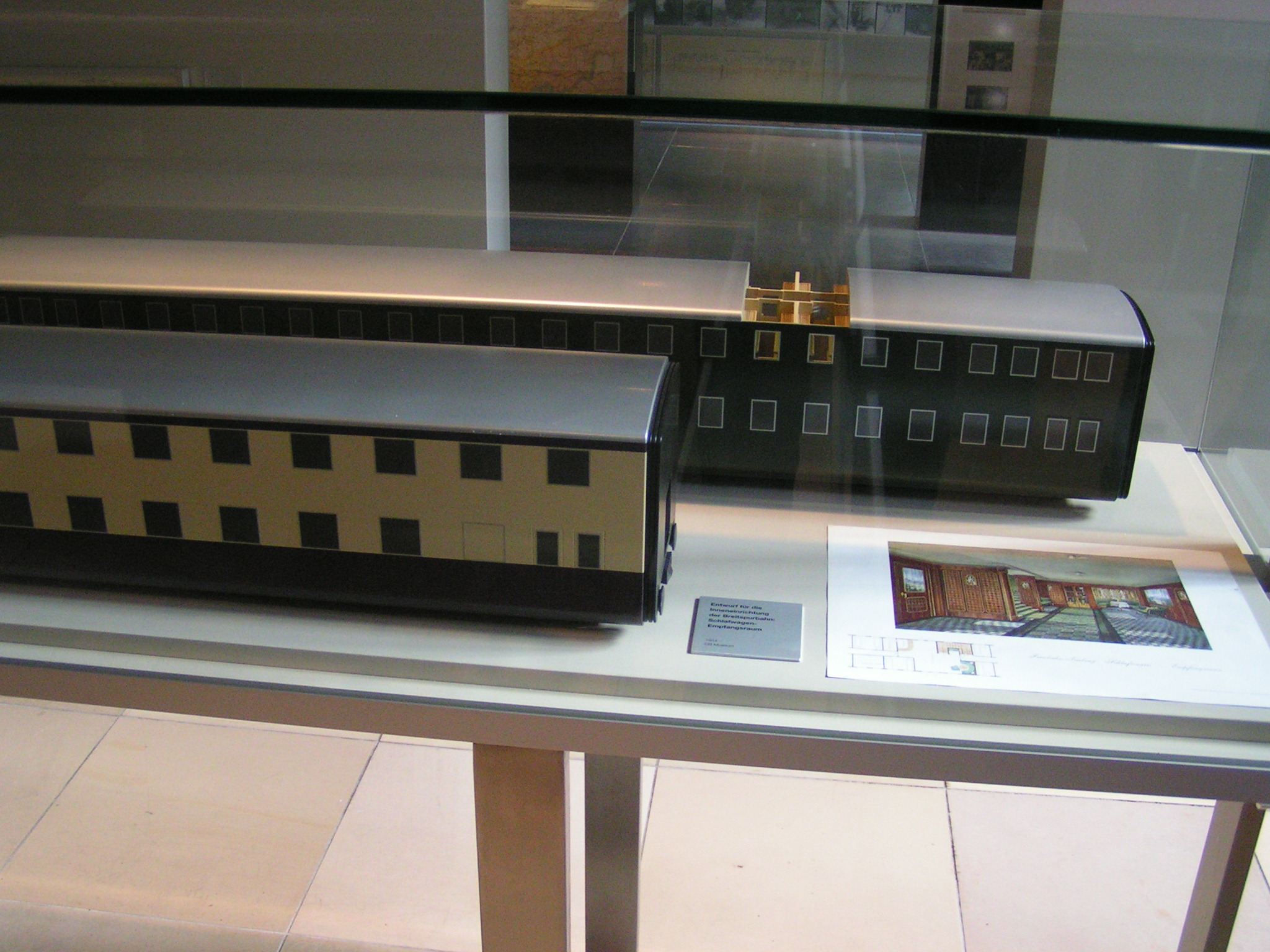
Моделі німецьких вагонів надширокої колії. Музей Нюрнберга.

## Історія
Найамбіційніший проект (Breitspurbahn) розроблявся в Німеччині в 1930-х й 1940-х роках. Передбачалося використання колії 3000 мм (спочатку навіть 4000 або 4600 мм). Рухомий склад міг бути шириною 8000 мм і висотою 7500 мм. Навантаження на вісь повинна були становити 30-35 тс; швидкість пасажирських поїздів 200-250 км/год. Електрифікація повинна була здійснюватися за допомогою третьої рейки.